# Calungas

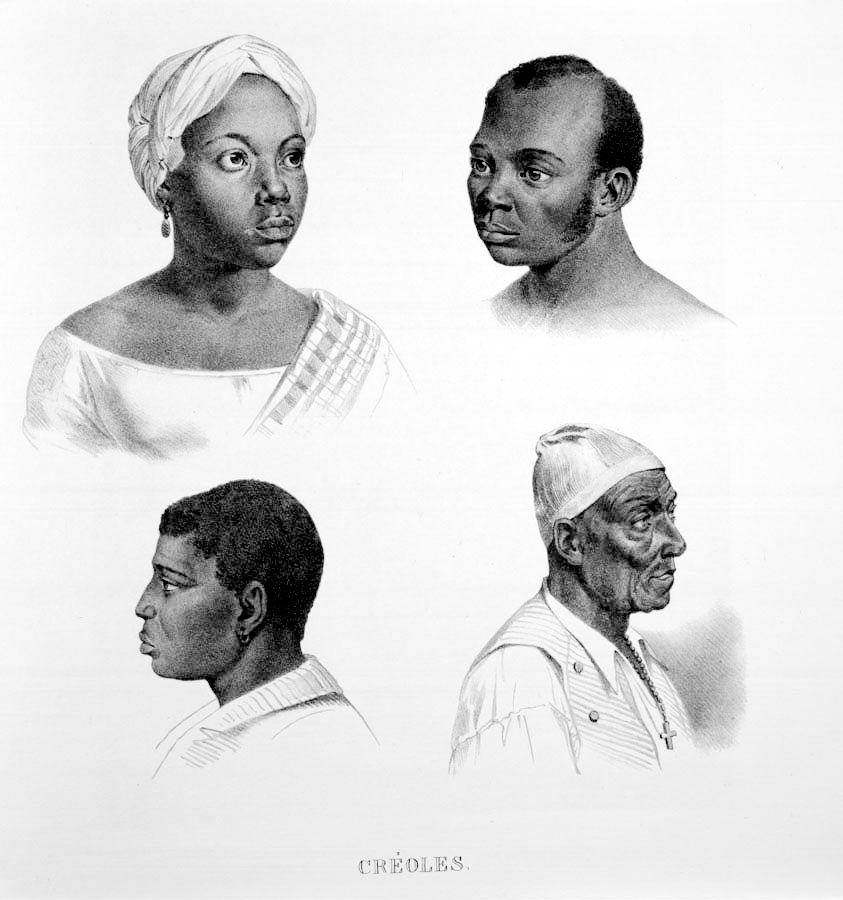
Esclavos negros nacidos en Brasil.

Calunga es el nombre dado a los descendientes de los esclavos de las minas de oro del Brasil central que huyeron o fueron liberados dando lugar a comunidades autosuficientes. Estos vivieron aislados durante más de 200 años en regiones remotas próximas a Chapada dos Veadeiros. Son tres los grupos que componen dicha etnia, distribuidos en los municipios de Cavalcante, Teresina de Goiás y Monte Alegre. 
La comunidad más poblada, con algo más de 2000 habitantes, está situada en el municipio de Cavalcante, que integra las localidades de Engenho II, Prata, Vão do Moleque y Vão das Almas, siendo esta última la de más reciente incorporación al integrarse hace 30 años a dicho municipio.
Hace poco, algunos estudios han indicado la presencia de calungas en las regiones de Tocantins, alrededor de Natividade, y en regiones aisladas de Jalapão. 
Durante todo este tiempo hubo mestizajes con los indios del lugar, granjeros y hombres blancos de una fuerte influencia católica, dando lugar a una cultura híbrida, característica que se manifiesta en la alimentación de la etnia y en el fuerte sincretismo existente.

## Los calunga en la cultura popular
La portuguesa Amália Rodrigues cantó un fado con dicho nombre, poco conocido entre sus muchas interpretaciones musicales.